# Phyllovates brevicollis
Phyllovates brevicollis är en bönsyrseart som beskrevs av Orofino, Ippolito och Atilio Lombardo 2006. Phyllovates brevicollis ingår i släktet Phyllovates och familjen Mantidae. Inga underarter finns listade i Catalogue of Life.